# Papaver paczoskii
Papaver paczoskii är en vallmoväxtart som beskrevs av A.D. Mikheev. Papaver paczoskii ingår i släktet vallmor, och familjen vallmoväxter. Inga underarter finns listade i Catalogue of Life.